# Golden Nectar Plum
Golden Nectar Plum es una variedad cultivar de ciruelo (Prunus salicina), de las denominadas ciruelas japonesas (aunque las ciruelas japonesas en realidad se originaron en China, fueron llevadas a los EE. UU. a través de Japón en el siglo XIX).
Una variedad de ciruela que fue encontrada en California, como plántula de 'Mariposa'.
Las frutas son de tamaño grande, cordiforme, con un apéndice pequeño, piel fina con un color amarillo ámbar, cubiertas con una pruina fina, y pulpa de color ámbar claro, textura jugosa, firme, y sabor muy dulce con complejos sabores a melón y miel, y un toque de aroma a gardenia. Tolera las zonas de rusticidad según el departamento USDA, de nivel 5 a 9.

## Sinonimia
- "Golden Nectar Asian Plum".[4]

## Historia
'Golden Nectar Plum' variedad de ciruela, que fue encontrada en California, como plántula de 'Mariposa' como "Parental  Madre", desconociendo al "Parental Padre" donante del polen.
'Golden Nectar Plum' está cultivada en Estados Unidos.

## Características
'Golden Nectar Plum' es un árbol de tamaño mediano, porte semi erecto, árbol bien formado y vigoroso no necesita otra ciruela japonesa para la polinización. El árbol es productivo, fructífero y sólo necesita 500 horas de frío. Tiene un tiempo de floración que comienza a partir del 9 de abril con el 10% de floración, para el 18 de abril tiene una floración completa (80%), y para el 21 de abril tiene un 90% de caída de pétalos.
'Golden Nectar Plum' tiene una talla de fruto de calibre grande, oblongo cordiforme, algo asimétrico, con apéndice fino, sutura ventral fina, roma, poco profunda, con un peso promedio de 84.60 g; epidermis tiene una piel fina, con un color amarillo ámbar, cubiertas con una pruina fina; pulpa de color ámbar claro, textura jugosa, firme, y sabor muy dulce con complejos sabores a melón y miel, y un toque de aroma a gardenia.
Hueso no adherente a la pulpa, de tamaño pequeño, aplanada, ovalada.
Su tiempo de recogida de cosecha se inicia a mediados de agosto hasta principios de septiembre, y necesita más calor de verano para madurar que el que ocurre habitualmente en el noroeste del Pacífico.

## Usos
Las ciruelas 'Golden Nectar Plum' de muy buena calidad como fruta fresca en mesa, y también se utiliza generalmente como ciruela desecada en forma de pasa.

## Polinización
De polinización autocompatible. Mejora con buenos polinizadores como: 'Catalina', 'Friar', 'Late Santa Rosa', y 'Santa Rosa'.